# アルナ・サンガンテ
- アロウナ・サンガンテ

アルナ・サンガンテ（Arouna Sangante, 2002年4月12日 - ）は、セネガルのダカール州ダカール出身のプロサッカー選手。リーグ・アンのル・アーヴルAC所属。ポジションはディフェンダー。

## 経歴

### ル・アーヴルFC
レッドスターFC93を経て、2017年にル・アーヴルACのユースアカデミーに加入。2018年にリザーブチームでプロデビューした。
2021-22シーズンにトップチームで初出場した。
2022-23シーズンにチームはリーグ・ドゥで優勝し、リーグ・アン昇格を果たした。
2023-24シーズンに21歳の若さでキャプテンに就任した。

## タイトル

### クラブ
ル・アーヴルAC
- リーグ・ドゥ：1回（2022-23）